# Susan Gerbicová
Susan Gerbicová (nepřechýleně Susan Gerbic; * 1962) je americká studiová fotografka, která se proslavila jako aktivistka vědeckého skepticismu, především odhalováním lidí, kteří o sobě tvrdí, že jsou médii. Je sloupkařkou časopisu Skeptical Inquirer, spoluzakladatelkou Monterey County Skeptics, zakladatekou skupiny Guerrilla Skepticism on Wikipedia (GSoW) a členkou Committee for Skeptical Inquiry.

## Biografie
Gerbicová je nejmladší ze tří dětí a byla vychována jako jižanská baptistka ve městě Salinas v Kalifornii. Její otec se narodil v roce 1918 v Euclidu v Ohiu rodičům ze Slovinska, sloužil za druhé světové války a po válce odešel žít do Salinas. Gerbicová vychodila základní školu Freemont Elementary, střední školu El Sausal Junior High School a střední školu Alisal High School v Salinas,[zdroj⁠?!] kde v roce 1980 odmaturovala. V prvním ročníku se stala ateistkou. Po střední škole studovala na Hartnell College, rovněž v Salinas, kde v roce 1993 získala titul AA v oboru všeobecných studií a v roce 1998 v oboru historie,[zdroj⁠?!] přičemž pracovala a vychovávala své dva syny. V roce 2002 získala bakalářský titul v oboru sociálních a behaviorálních studií na Kalifornské státní univerzitě v Monterey Bay.

## Kariéra a aktivismus

### Fotografování
Gerbicová pracovala v portrétním studiu Lifetouch v JC Penney v obchodním centru Northridge Mall v Salinas od roku 1982 po dobu 34 let, mimo jiné jako manažerka. V květnu 2015 uvedla, že ročně pořídila asi 70 000 profesionálních fotografií lidí, většinou dětí, a dalších asi 5 000 fotografií vlastním fotoaparátem.[zdroj⁠?!] Do důchodu odešla v roce 2016, kdy studio zavřela.

### Guerrilla Skeptics
Gerbicová poprvé četla časopis Skeptical Inquirer, když jí bylo 33 let, a v roce 2000 se zúčastnila semináře Skeptic's Toolbox v Eugene v Oregonu. V roce 2009 se vydala do Mexika na plavbu "Amazing Adventure", kterou pořádal kanadský jevištní kouzelník a skeptik James Randi; podle New York Times Randi využíval MacArthurův grant k financování „každoročních plaveb lodí plné skeptiků“.
Velká část jejího aktivismu spočívala v organizování zátahů proti lidem, kteří se vydávali za média. Spolu se skupinou dobrovolníků, kteří si říkali „Guerrilla Skeptics“, zakládala falešné profily na Facebooku a poté navštěvovala show těchto „médií“, která tvrdila, že přijímají zprávy ze záhrobí od subjektů z těchto profilů. Tým Gerbicové sezení nahrával a důkazy následně zveřejňoval na internetu.
V roce 2010 Gerbicová založila skupinu „Guerrilla Skepticism on Wikipedia“ (GSoW), tým editorů, kteří vytvářejí a vylepšují kvalitu článků na Wikipedii odrážející vědecký skepticismus. Časopis The New York Times Magazine v únoru 2019 v rozhovoru s Gerbicovou uvedl, že GSoW má 144 editorů, kteří pracovali na téměř 900 stránkách Wikipedie. Gerbicová se díky své práci v GSoW stala konzultantkou Committee for Skeptical Inquiry (CSI) a v únoru 2018 ji jmenovali jeho členkou.

### Konference

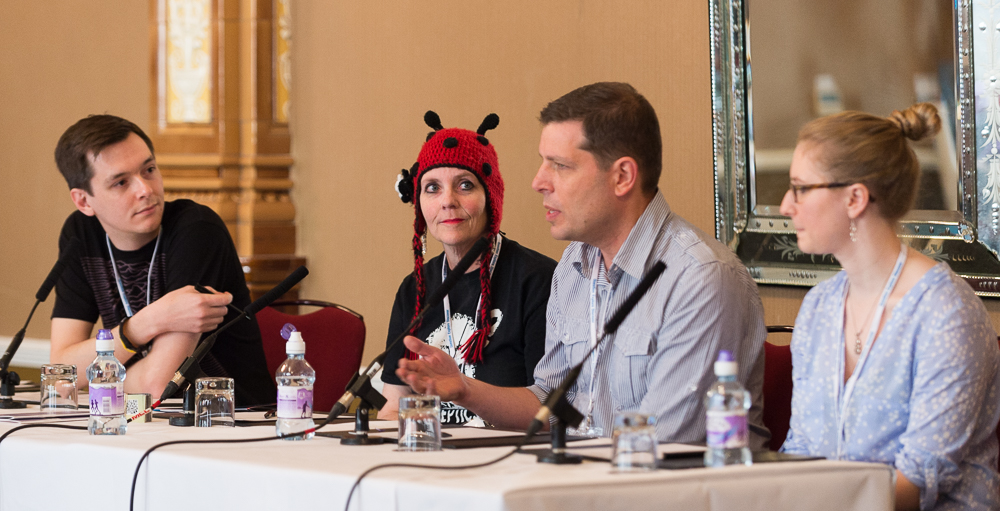
Susan Gerbicová na konferenci QED v Manchesteru r. 2014

V říjnu 2015 Gerbicová vedla sérii seminářů v Austrálii a vystoupila na Australian Skeptics' Convention. V rámci propagace CSICon vedla v letech 2016 a 2017 před konferencemi rozhovory s pozvanými řečníky, mezi něž patřili James Alcock, Taner Edis, Kevin Folta, Craig Foster, Harriet Hall, Britt Hermes, George Hrab, Maria Konnikova a Richard Saunders. V září a říjnu 2017 přednášela v několika evropských zemích v rámci svého „About Time Tour“ a v říjnu byla hostem Bloomberg TV Bulgaria. O GSoW hovořila na CSIConu v Las Vegas v témže roce. Na Australian Skeptic's Convention v prosinci 2019 hovořila o svých interakcích s „médii“, včetně Thomase Johna.

### Ocenění a pocty
- Ocenění „In the Trenches“ na workshopu Committee for Skeptical Inquiry's Toolbox 2012[20]
- Cena „James Randi Award for Skepticism in the Public Interest“ na The Amaz!ng Meeting 2013[20]
- Cena nadace James Randi Educational Foundation 2017 (sdílená s „jejím týmem Guerrilla Skeptics“)[21]
- Jmenována členkou Committee for Skeptical Inquiry, únor 2018[8]

## Osobní život
Gerbicová se roku 1983 provdala za Roberta Forsytha, s nímž měla dva syny. Manželství skončilo v roce 2002. V srpnu 2018 měla vztah s mentalistou Markem Edwardem. Seznámili se v roce 2009 na jedné z plaveb skeptiků Jamese Randiho do Mexika; Edward na lodi pracoval jako součást zábavy pro cestující.
V roce 2013 Gerbicová zjistila, že má rakovinu prsu poté, co si s kolegyní ze studa Lifetouch naplánovala mamografické vyšetření v reakci na to, že Angelina Jolie podstoupila preventivní mastektomii. Do prosince téhož roku Gerbicová absolvovala 20 týdnů chemoterapie kvůli rakovině II. stupně a do března 2014 pak 33 ozařování. Aby zakryla vypadávání vlasů, nosila řadu legračních klobouků, po celou dobu léčby pokračovala v práci a její následný mamografický snímek byl čistý. Podle jejích slov ji tato zkušenost učinila tvrdší.